# Constantin Bejenaru
Constantin Bejenaru (* 7. Juni 1984 in Ungheni, Moldauische SSR) ist ein rumänischer Profiboxer.

## Amateurkarriere
Constantin Bejenaru ist mehrfacher Rumänischer Meister, dreifacher Medaillengewinner bei EU-Meisterschaften, Bronzemedaillengewinner der Europameisterschaften 2006 und Goldmedaillengewinner der World Combat Games 2010. Bei diesen Wettkämpfen gelangen ihm Siege unter anderem gegen Clemente Russo, Kenneth Egan, Daugirdas Šemiotas, Nikolajs Grišuņins, Bahram Muzaffer und Dschahon Qurbonow. Weiters war er Teilnehmer der Europameisterschaften 2004, 2008 und 2010, sowie der Weltmeisterschaften 2005, 2007 und 2009.

## Profikarriere
Im September 2012 gab Bejenaru sein Profidebüt in den USA und gewann am 4. November 2016 die Titel International und Continental Americas der WBC im Cruisergewicht.
Am 28. Dezember 2019 unterlag er beim Kampf um die WBA-Weltmeisterschaft im Cruisergewicht gegen Arsen Goulamirian.